# Martina Wildner
Martina Wildner (* 11. September 1968 in Obergünzburg, Allgäu) ist eine deutsche Autorin.

## Leben
Nach einigen Semestern Islamwissenschaften in Erlangen und einem Grafikdesign-Studium an der Fachhochschule Nürnberg arbeitet sie seit 1998 als freie Autorin und Malerin. Mehrfach ausgezeichnet, erhielt sie 2003 für ihren Roman Jede Menge Sternschnuppen den Peter-Härtling-Preis und 2014 für ihr Kinderbuch Königin des Sprungturms den Deutschen Jugendliteraturpreis.
2014 war sie Jurymitglied der Auszeichnung Das außergewöhnliche Buch des Kinder- und Jugendprogramms des Internationalen Literaturfestivals Berlin.
Ihr Buch Das schaurige Haus war die Vorlage für gleichnamigen Film (2020) von Daniel Prochaska.
Am 15. Juni 2022 wurde sie als Beisitzerin in den Vorstand des Berliner Landesverbandes (VS Berlin) innerhalb des Verbandes deutscher Schriftstellerinnen und Schriftsteller gewählt.
Sie ist Mitglied bei den Spreeautoren und lebt mit ihrer Familie in Berlin.

## Auszeichnungen
- 2003: Peter-Härtling-Preis
- 2004: 2. Platz Literaturpreis Prenzlauer Berg (Berlin)
- 2008: Deutscher Literaturfonds e.V., Stipendium für ein Romanprojekt
- 2012: Nominierung für den Deutschen Jugendliteraturpreis in der Kategorie Kinderbuch für Das schaurige Haus
- 2014: Deutscher Jugendliteraturpreis  in der Kategorie Kinderbuch für Königin des Sprungturms

## Werke
- Veröffentlichungen von Kurzgeschichten in: Der Bunte Hund, Beltz & Gelberg, Weinheim.
- Liebe Isolde, Beltz & Gelberg, Weinheim 2003, ISBN 3-407-80892-5.
- Jede Menge Sternschnuppen, Beltz & Gelberg, Weinheim 2003, ISBN 3-407-80910-7.
- Michelles Fehler, Bloomsbury Berlin, 2006, ISBN 3-8270-5167-3.
- Das Ungeheuer im Titicacasee, in: Geschichtenkoffer für Schatzsucher, Boje Verlag, Köln, 2006, ISBN 978-3-414-82008-2.
- G wie glücklich, in: Geschichtenkoffer für Glückskinder, Boje Verlag, Köln, 2007, ISBN 978-3-414-82050-1.
- Murus, Berlin Verlag, 2008, ISBN 978-3-8270-5300-8.
- Six, Beltz & Gelberg, Weinheim 2008, ISBN 978-3-407-81038-0.
- Kleine Fische, Fortsetzungsroman, Vorabdruck in Frankfurter Allgemeine Sonntagszeitung, 2008.
- Wo liegt Badral?, Fortsetzungsroman, Vorabdruck in Frankfurter Allgemeine Sonntagszeitung, 2009.
- Grenzland, S. Fischer Verlag, Frankfurt/Main 2009, ISBN 978-3-596-85376-2.
- Cora und Fred – Ein Zwilling kommt selten allein, Berlin Verlag, 2010, ISBN 978-3-827-05380-0.
- Das schaurige Haus, Beltz & Gelberg, Weinheim 2012, ISBN 978-3-407-79995-1.
- Königin des Sprungturms. Beltz & Gelberg, Weinheim 2013, ISBN 978-3-407-82027-3.
- Finsterer Sommer. Beltz & Gelberg, Weinheim 2016, ISBN 978-3-407-74909-3.
- Die Krähe am unheimlichen See. Gulliver, 2019, ISBN 978-3-407-74958-1.
- Der Himmel über dem Platz. Beltz & Gelberg Weinheim 2021, ISBN 978-3-407-75848-4.
- Moritz, King Kong und der Regentanz. Bilder von Daniela Kohl. Hanser Kinderbuch, München 2023, ISBN 978-3-446-27669-7.